# Jo Jeeta Wohi Sikandar
Jo Jeeta Wohi Sikandar (tłum. z urdu „Ten, kto zwycięża jest cesarzem”, ang. tytuł „He Who wins Is Emperor”) – bollywoodzki film miłosny z 1992 roku w reżyserii Mansoora Khana. W roli głównej występuje Aamir Khan.
Tematem filmu jest sportowa rywalizacja między elitarną szkołą dla bogaczy a lokalną szkołą publiczną. Ważnym wątkiem jest też wątek rodzinny – relacje ojca z  synami, ze starszym, w którym pokłada on nadzieje i z młodszym, który go rozczarowuje. Dodatkową atrakcją filmu jest rodząca się miłość wyrażana także w tańcach i śpiewach bohaterów.

## Obsada
- Aamir Khan – Sanjay Lal Verma (Sanju)
- Pooja Bedi – Devika
- Ayesha Jhulka – Anjali
- Imran Khan – młody Sanju
- Kulbhushan Kharbanda – Ramlal Verma
- Mamik – Ratan Lal Verma
- Sanam Oberoi – Tina
- Deepak Tijori – Shekhar Malhotra
- Deb Mukherjee – trener drużyny „Rajputów"

## Piosenki
1. „Aare Yaaro Mere Pyaro” – Udit Narayan i Vijayeta Pandit
2. „Hamse Hai Sara Jahar” – Jatin (kompozytor) i Sadhana Sargam
3. „Naam Hai Mere Fonseca” – Amit Kumar i Alka Yagnik
4. „Pehla Nasha” – Udit Narayan i Sadhana Sargam
5. „Roothkar Hamse” – Jatin
6. „Shehar Ki Pariyon” – Udit Narayan, Sadhana Sargam i chór
7. „Yahan Ke Hum Sikandar” – Udit Narayan, Jatin-Lalit i Sadhana Sargam

## Nagrody i nominacje
- Nagroda Filmfare dla Najlepszego Filmu
- Nagroda Fimfare dla Najlepszego Reżysera – Mansoor Khan
- nominacja do Nagroda dla Najlepszego Aktora/Nagrody dla Najlepszego Aktora – Aamir Khan
- nominacja do Nagroda dla Najlepszej Drugoplanowej Aktorki/Nagroda dla Najlepszej Drugoplanowej Aktorki – Puja Bedi
- nominacja do Nagrody Filmfare dla Najlepszej Muzyki/Nagroda Filmfare dla Najlepszej Muzyki – Jatin-Lalit
- nominacja do Nagrody Filmfare za najlepszy tekst piosenki
- nominacja do Nagroda dla Najlepszego Solisty/Nagrody dla Najlepszego Solisty – Udit Narayan